# Glaucocharis alypophanes
Glaucocharis alypophanes là một loài bướm đêm trong họ Crambidae.